# Anastassija Holjenjewa
Anastassija Romaniwna Holjenjewa (ukrainisch Анастасія Романівна Голєнєва; * 8. September 1995) ist eine ukrainische Sprinterin.

## Sportliche Laufbahn
Erste internationale Erfahrungen sammelte Anastassija Holjenjewa 2017 bei den U23-Europameisterschaften in Bydgoszcz, bei denen sie im 100-Meter-Lauf mit 12,05 s in der ersten Runde ausschied. Im Jahr darauf nahm sie mit der ukrainischen 4-mal-100-Meter-Staffel an den Europameisterschaften in Berlin teil, konnte sich dort aber mit 43,90 s nicht für das Finale qualifizieren. 2019 siegte sie mit der 4-mal-400-Meter-Staffel in 3:30,82 min bei der Sommer-Universiade in Neapel.
2014 wurde Holjenjewa ukrainische Meisterin in der 4-mal-400-Meter-Staffel im Freien sowie 2019 in der Halle.

## Persönliche Bestzeiten
- 100 Meter: 11,75 s (+1,0 m/s), 21. Juni 2017 in Kropywnyzkyj
  - 60 Meter (Halle): 7,51 s, 31. Januar 2019 in Kiew